# Ceinture de fer
Ne doit pas être confondu avec Barrière de fer.
Pour les articles homonymes, voir Ceinture de fer (homonymie).
| Arras Barraux Bayonne Besançon Belfort Belle-Île-en-Mer Bitche Blaye Bordeaux Bouillon Briançon Brouage Calais Camaret Dunkerque Casale Monferrato Entrevaux Fouras Guillaumes La Cluse La Hougue Le Perthus Lille Longwy Mont-Dauphin Mont-Louis Mont-Royal Namur Neuf-Brisach Aix Oléron Saint-Martin-de-Ré Saint-Omer Salins Seyne Sisteron Strasbourg Valenciennes Villefranche-de-Conflent Ypres |

La ceinture de fer, est le surnom donné au réseau de fortifications construites par Vauban aux frontières de la France entre 1665 et 1707, qui restera fonctionnel jusqu'au XIXe siècle.
Ce réseau est plus particulièrement développé sur la frontière qui court de la mer du Nord, au niveau de Dunkerque, jusqu'aux Ardennes (le Pré carré), et à la frontière suisse, au niveau de Bâle.
Louis XIV en confie la gestion au « département des fortifications des places de terre et mer » créé en 1691. Un grand nombre de forteresses ont fait l'objet de plans-reliefs dont une partie est encore visible au Musée des Invalides et au Palais des Beaux-Arts de Lille.

## Secteur de laMer du Nordjusqu'auxArdennesdit lePré carré
Par le traité des Pyrénées de 1659, l'Espagne accorde l'Artois à la France, l'ancienne ligne fortifiée correspondant aux villes de la Somme perd ainsi son rôle stratégique, la frontière étant déplacée d'une centaine de kilomètres vers le nord.
Vauban nommé commissaire général des fortifications a le projet d'établir une frontière fortifiée clairement définie sans enclaves en deçà ou au-delà. Après les traités de Nimègue qui stabilisent en 1678 la frontière dans ce secteur, il propose à Louis XIV une défense basée sur un maillage de places proches et échelonnées en profondeur sur deux lignes, en mesure de se soutenir les unes les autres ainsi que de servir de point d'appui et de ravitaillement aux armées en campagne :

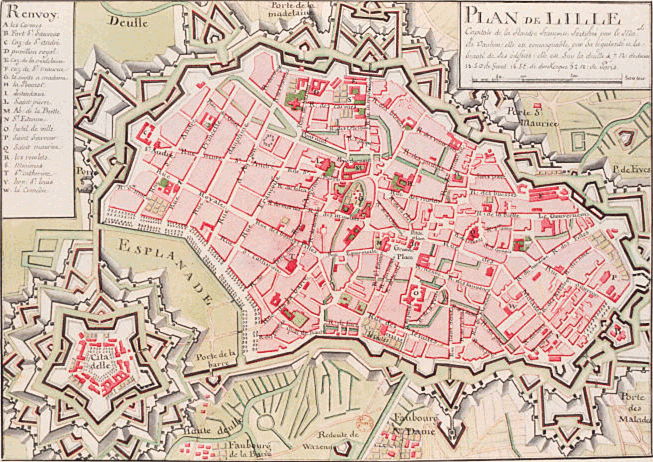
Plan de Lille fortifiée au début du XVIIIe siècle.

- Places de première ligne : Dunkerque, Bergues, Furnes, Fort de la Knocque, Ypres, Menin, Lille, Tournai, Fort-de-Montagne, Condé-sur-l'Escaut, Valenciennes, Le Quesnoy, Maubeuge, Philippeville, Dinant.

- Places de seconde ligne : Gravelines, Saint-Omer, Aire-sur-la-Lys, Béthune, Arras[5], Douai, Bouchain, Cambrai, Landrecies, Avesnes-sur-Helpe, Mariembourg, Rocroi, Mézières[6].

Dinant est rendue en 1697 à la Principauté de Liège, non sans avoir au préalable ruiné les fortifications.
Givet-fort de Charlemont la remplace alors dans le dispositif comme verrou sur la Meuse.
Furnes, le fort de la Knocque, Ypres, Menin et Tournai sont rattachés aux Pays-Bas autrichiens par les traités d'Utrecht (1713) mais en fait occupées par les Provinces-Unies en application du traité de la Barrière (1715) qui permet à celles-ci de disposer d'une ligne de défense avancée.
Philippeville et Mariembourg seront perdues en 1815 en vertu du traité de Paris (1815), ouvrant une nouvelle brèche dans le dispositif.

## Secteur de la frontière entre laLorraineet leSaint-Empire romain germanique
Par le traité de Vincennes de 1661, la France a obtenu au détriment de la Lorraine la constitution d'un corridor passant par Metz, occupée depuis 1552, et assurant la liaison avec les positions acquises en Alsace.

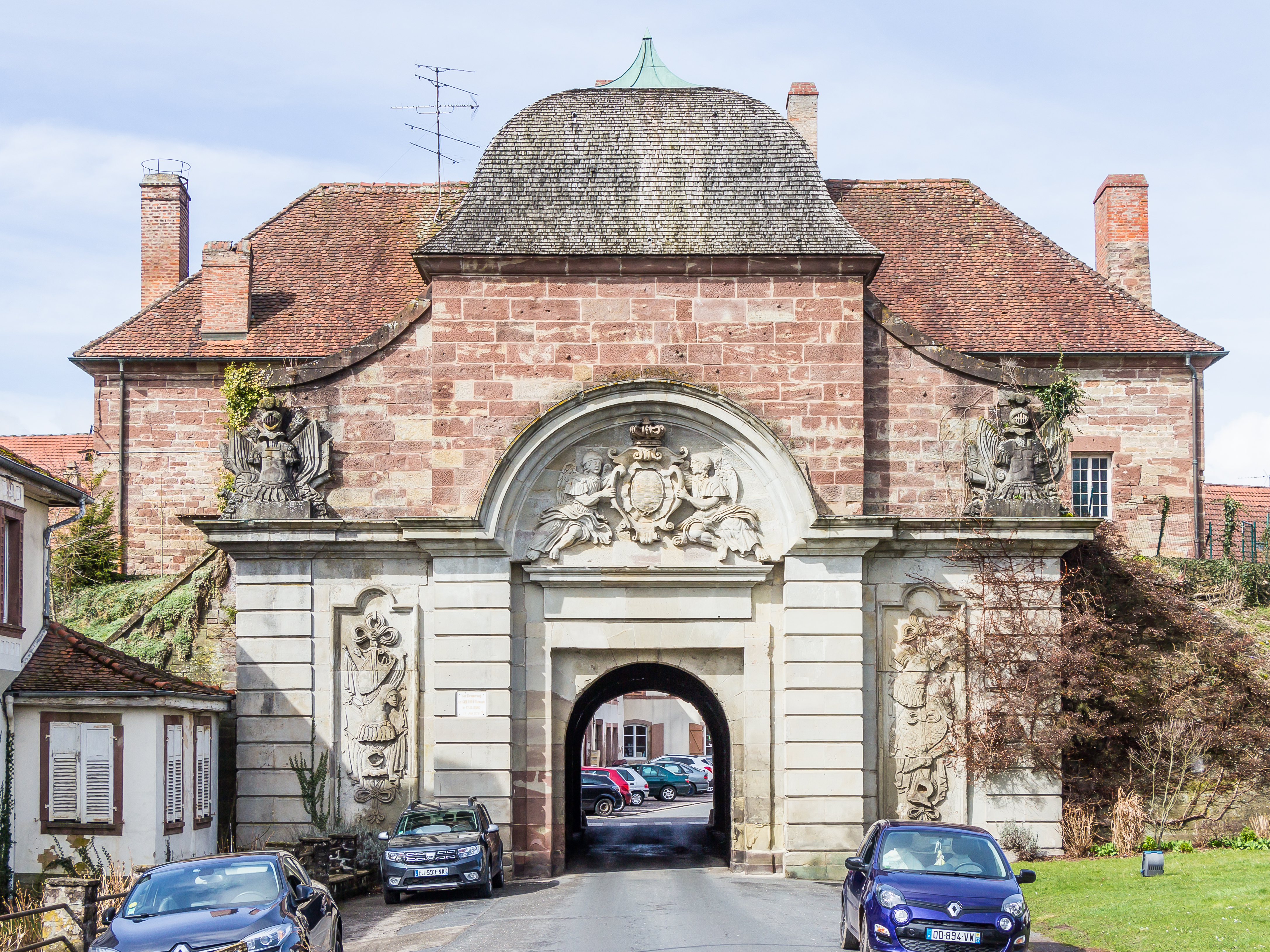
Phalsbourg porte d'Allemagne

Ce secteur est particulièrement vulnérable car le rattachement à la France du duché de Lorraine et du duché de Bar interviendra tardivement par le traité de Vienne (1738).
En conséquence, des villes neuves sont édifiées au nord de la Lorraine : d'ouest en est Longwy, Sarrelouis et Phalsbourg.
Des fortifications avancées sont entreprises à Luxembourg à partir de 1684 et à Mont-Royal à partir de 1687 mais finalement abandonnées en 1697.
Sarrelouis sera perdue en 1815, la Prusse prenant le contrôle du cours de la Sarre et des usines métallurgiques de Sarrebruck.

## Secteur de la frontière duRhin

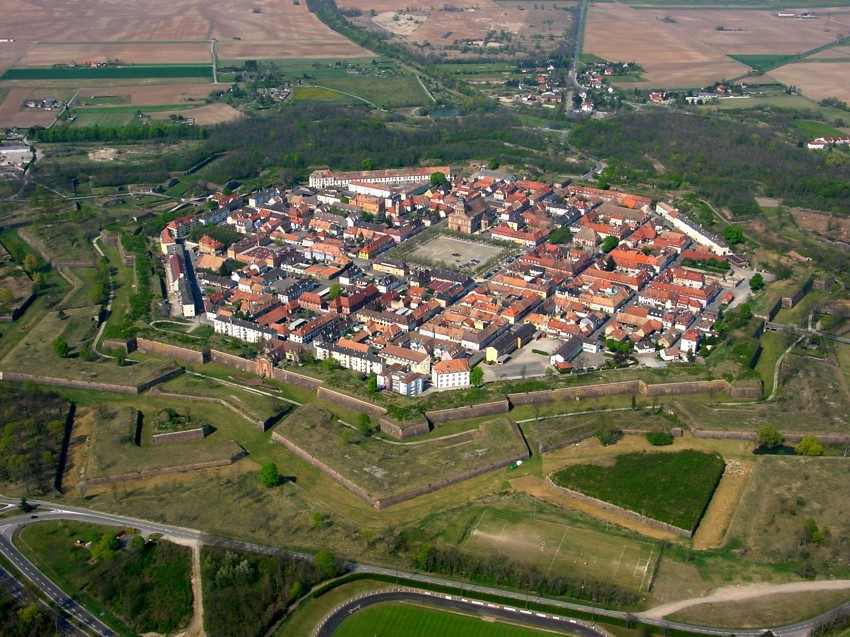
Neuf-Brisach vue aérienne

L'Alsace est progressivement annexée, la Haute-Alsace en 1648 par les traités de Westphalie et la Basse-Alsace dans le cadre de la politique des Réunions en 1680.
Au sud la construction de la ville nouvelle de Huningue est entreprise en 1680.
Au nord, Strasbourg est annexée en 1681 et dotée de fortifications modernes.
Ces fortifications seront pour partie détruites à l'occasion du siège de Strasbourg par les armées allemandes en 1870.
La France obtient par les traités de Ryswick de 1697 que le Rhin délimite la frontière entre l'Alsace et l'Empire : la ville nouvelle de Neuf-Brisach est créée pour compenser la perte de Brisach sur la rive droite.